# Ángel (futbolista)
Ángel Luis Rodríguez Díaz  (San Cristóbal de La Laguna, Canarias, 26 de abril de 1987) es un futbolista español que juega como delantero en el C. D. Tenerife de la segunda División de España.

## Trayectoria
Tras un inicio de temporada con el C. D. Tenerife "B" marcando 16 goles en 18 partidos, David Amaral lo subió al primer equipo. Debutó en la Segunda División de España el 15 de enero de 2006 con el C. D. Tenerife, en el partido contra el Real Murcia donde anotó el 3-1 definitivo.
Para la temporada 2007-08 se fue cedido al Real Madrid Castilla y al Osasuna Promesas.
En la temporada 2008-09 logró el ascenso a la Primera División de España con el C. D. Tenerife, así la siguiente campaña debutó en la máxima categoría del fútbol español. Su debut en Primera se produjo el 29 de agosto de 2009 frente al Real Zaragoza en el Estadio de La Romareda. Marcó su primer gol en la élite el 29 de noviembre de 2009 frente al Real Valladolid en el Estadio José Zorrilla, encuentro que terminó en tablas por 3 a 3.
En julio de 2010 fichó por dos temporadas con el Elche C. F., participando en la promoción de ascenso a la Primera División de España en la temporada 2010-11. En el Elche logró marcar 29 goles en 70 partidos.
A mediados de 2012 fichó por el Levante U. D., club con el que debutaría en una competición europea, jugando su primer partido en la Liga Europa de la UEFA el 20 de septiembre de 2012 contra el Helsingborgs IF en el Estadio Ciudad de Valencia. Participó en seis partidos y marcó dos goles contra el Hannover 96 y Helsingborgs IF respectivamente.
En enero de 2013 se marchó cedido al Elche C. F., donde logró el ascenso a primera división española con el equipo ilicitano. En la temporada 2013-14 volvió al Levante U. D. tras su cesión en el Elche C. F. El 9 de julio de 2014 fichó por la S. D. Eibar.
El 13 de julio de 2015 ingresó en las filas del Real Zaragoza de la Segunda División. En junio de 2017 volvió a la Primera División de la mano del Getafe Club de Fútbol. En la temporada 2017-18 se convierte en el máximo goleador del Getafe C. F. anotando 13 goles.
Dejó de ser jugador del Getafe C. F. en junio de 2021 y entonces fichó por el R. C. D. Mallorca por dos temporadas más una opcional. En junio de 2023 volvió al C. D. Tenerife, firmando por dos temporadas y una tercera opcional.

## Clubes
Actualizado al último partido jugado el 17 de mayo de 2025.
| Club                       | País   | Año       | Partidos | Goles |
| -------------------------- | ------ | --------- | -------- | ----- |
| C. D. Tenerife "B"         | España | 2002-2004 |          |       |
| C. D. Tenerife             | España | 2005-2010 | 108      | 17    |
| Real Madrid Castilla C. F. | España | 2007-2008 | 3        | 0     |
| C. A. Osasuna "B"          | España | 2008      | 19       | 4     |
| Elche C. F.                | España | 2010-2012 | 72       | 29    |
| Levante U. D.              | España | 2012-2014 | 35       | 5     |
| Elche C. F. (cedido)       | España | 2013      | 15       | 4     |
| S. D. Eibar                | España | 2014-2015 | 17       | 0     |
| Real Zaragoza              | España | 2015-2017 | 75       | 33    |
| Getafe C. F.               | España | 2017-2021 | 153      | 46    |
| R. C. D. Mallorca          | España | 2021-2023 | 54       | 11    |
| C. D. Tenerife             | España | 2023-     | 68       | 12    |
| Total                      | Total  | Total     | 619      | 161   |